# 이유청 (조선)
이유청(李惟淸, 1459년 ~ 1531년 11월 27일)은 조선 중기의 문신으로, 자는 직재(直哉), 본관은 한산(韓山)이다. 이훈(李塤)의 장남이다.

## 생애
1480년(성종 11) 22세로 사마양시(司馬兩試)에 합격했으며, 1486년(성종 17) 문과에 급제했다.
사헌부지평이 되고, 문학을 거쳐 사헌부장령이 되었으며 연산군 때 전라도 양전종사관을 거쳐 지평과 장령을 지내고, 사헌부집의가 되었는데 집의를 하다가 무오사화 때 화를 입었고, 갑자사화 때 노비로 전략한 적도 있었으나 중종반정 이후 풀려나와 동부승지로 초배되고, 우부승지에 이어 우승지까지 단숨에 승차한다. 신용개, 성희안, 유순정, 김전, 남곤, 권균, 정광필, 고형산, 심정, 김근사, 김극핍 등 훈구파 대신들과 친했고, 이후 승지로 있다가 대사헌이 되고, 특진관으로 있다가 다시 대사헌과 호조참판을 거쳐 황해도관찰사가 되고 경기도관찰사를 거쳐 다시 호조참판이 된다. 이후 형조판서로 승진하고 지중추부사가 되었으며, 대사헌을 다시 하고 공조판서가 된다. 이후 동지성균관사로 있다가 형조판서가 되고, 기묘사화 때 조광조 일파를 숙청하는 데 가담하여 이후 우참찬이 되고 좌참찬이 되었으며 특진관을 겸하다가 우의정을 거쳐 좌의정에 이르렀다.
1527년(중종 22) 영중추부사(領中樞府事)로 옮겼다가 1531년(중종 26) 졸했다. 시호는 공호(恭胡)이다.